# Nepeta kokamirica
Nepeta kokamirica là một loài thực vật có hoa trong họ Hoa môi. Loài này được Regel mô tả khoa học đầu tiên năm 1879.